# Gabaculine
La gabaculine est une neurotoxine naturelle isolée la première dans la bactérie Streptomyces toyacaensis, qui agit comme un puissant et irréversible inhibiteur de la 4-aminobutyrate aminotransférase (GABA transaminase), ainsi que comme inhibiteur de la recapture du GABA,.